# Calçada del Gegant
La Calçada del Gegant (Giant's Causeway, en anglès) és un conjunt d'unes 40.000 columnes basàltiques entrellaçades, resultat d'una erupció volcànica ocorreguda fa 60 milions d'anys. Està situada a la costa nord-est d'Irlanda, a uns 3 km al nord de Bushmills, al comtat d'Antrim. El 1986, va ser declarada Patrimoni de la Humanitat per la UNESCO i el Departament de Medi Ambient d'Irlanda del Nord la va declarar Reserva Natural Nacional, el 1987. El seu propietari, el Patrimoni Nacional, és qui la gestiona. Les columnes de la calçada formen passeres que surten dels peus dels penya-segats, es dirigeixen mar endins i desapareixen sota l'aigua. La majoria de les columnes són hexagonals, però n'hi ha amb quatre, cinc, set i vuit costats. Les més altes tenen una alçada de 12 metres i la lava solidificada que hi ha als penya-segats arriba a tenir un gruix de 28 metres.

## Formació
La Calçada del Gegant és el resultat de l'erosió d'una antiga colada de lava fluida basàltica, expulsada durant el terciari (datada aproximadament de fa 60 milions d'anys). La contracció tèrmica de la lava quan es refreda (immediatament després de la erupció) ha creat la fracturació hexagonal en forma de columnes.

## Toponímia
La Calçada del Gegant s'anomena en anglès Giant's Causeway, en irlandès Clochán na bhFómharach, que significa "el petit munt de pedra dels fomorians".

## Geografia

### Ubicació
La línia de ferrocarril Belfast - Derry operada per Northern Ireland Railways connecta el lloc de Coleraine amb Portrush a través del ramal Coleraine - Portrush. Els enllaços locals d'Ulsterbus ofereixen connexions amb les estacions de tren. Un passeig de 10 km (7 milles) des de Portrush passa pel Castell de Dunluce; una antiga línia de via estreta, el Giants Causeway & Bushmills Railway ha estat reobert als turistes des del 2002.

### Morfologia
La Calçada del Gegant forma un promontori que sobresurt al mar; està format per la juxtaposició de prismes de lava refredada. El més gran d'aquests prismes arriba als 12 metres d'alçada. La majoria són hexagonals de secció transversal, però un 30% són pentàgons i algunes columnes tenen quatre, set, vuit o fins i tot nou o deu cares. La secció dels prismes pot tenir una superfície plana, convexa o còncava. El conjunt evoca un paviment antic amb terra irregular.

## Geologia

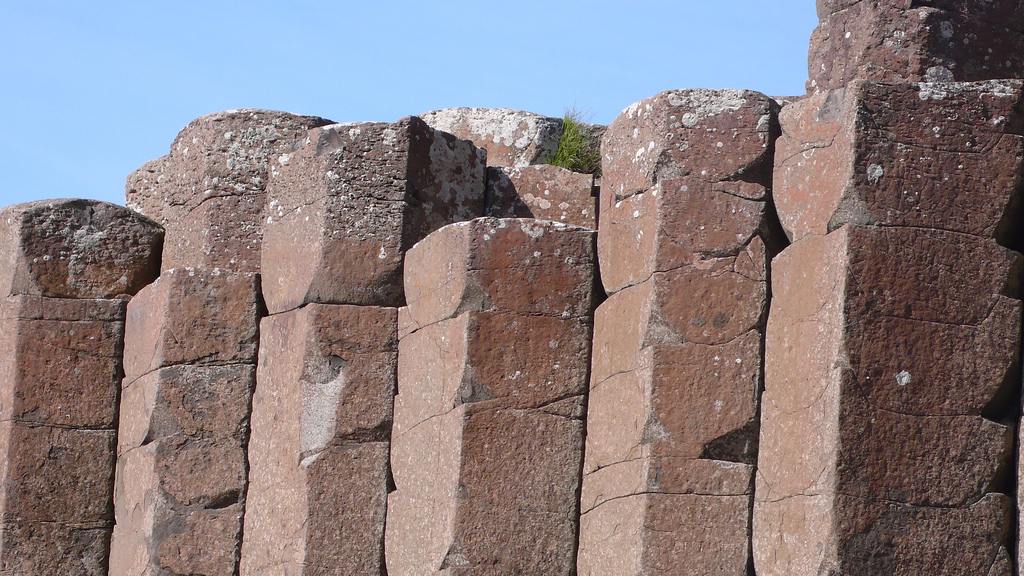
Prismes de basalt degradats.

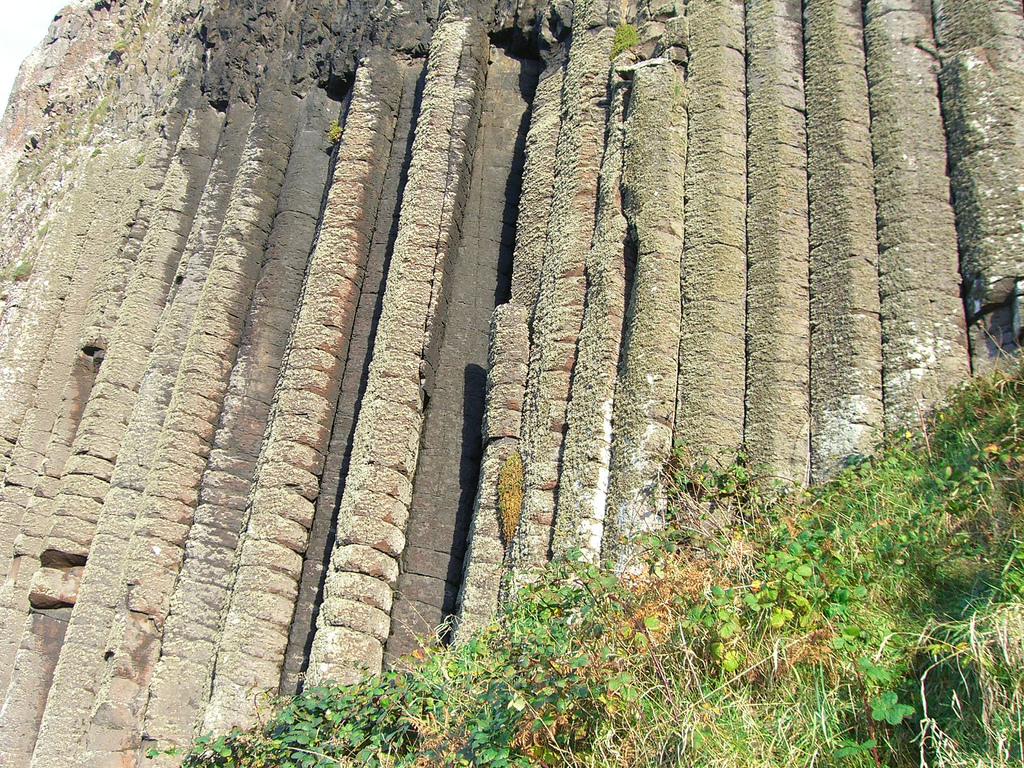
Basalts columnars a l'Antrim Tableland, que mostren fractura longitudinal i transversal.

La Calçada del Gegant és el resultat de l'erosió per part del mar d'una colada de lava basàltica que data de 50-60 milions d'anys. (Cenozoic).
Durant el Paleogen (primer cenozoic), la regió d'Antrim va experimentar una intensa activitat geològica lligada a l'obertura de l'oceà Atlàntic Nord. Durant aquests esdeveniments magmàtics, les laves basàltiques van forçar un pas per les capes geològiques calcàries preexistents (mesozoic). Aquestes laves, un cop refredades, van formar un gran altiplà basàltic. L'altiplà d'Antrim és, de fet, una trampa (apilament de colades basàltiques), on es poden distingir tres sèries d'abocaments volcànics. El basalt Causeway pertany a la sèrie de basalts mitjans.
La ràpida contracció tèrmica de la lava en refredar-se va crear la fractura columnar hexagonal, perpendicular a la superfície del sòl per on es va vessar el flux (com que aquesta superfície no era estrictament plana, algunes columnes són lleugerament obliqües). Posteriorment, els costats dels prismes van servir de superfície de refredament i va aparèixer una fractura transversal i horitzontal.
Les columnes són d'un basalt gris, relativament ric en sílice. Algunes d'aquestes columnes s'han vist envermellides per l'alteració de la roca per aigües termals (l'acció de les quals s'ha demostrat en les capes vermelles decimètriques del penya-segat), però també per laterització a causa del clima tropical que regnava a Irlanda a l'inici de l'era cenozoica (laterització s'ha caracteritzat en la capa vermella decamètrica situada entre els basalts inferior i mitjà).

## Fauna i flora
Des de la Calçada dels Gegants es poden observar diverses espècies d'ocells marins (unes 80), com el petrell, el fulmarus, el corb marí, el guillemot, el fraret atlàntic, la gamba roja comuna, la garsa de mar eurasiàtica i fins i tot el gavot. Les costes són recorregudes per la lavanera i grasset de costa. De tant en tant, l’'ànec d'èdre aterra en aigües protegides.
El National Trust for Historic Interest or Natural Beauty ha elaborat un inventari d'espècies vegetals rares o interessants en aquesta zona. La llista inclou l'asplenium marinum, el peu de llebre, l'esquill de primavera, la festuca costanera, l'orquídia de la granota i el colitx.
Es va trobar una colònia d'estromatòlits a la Calçada del Gegant l'octubre de 2011.

## Història

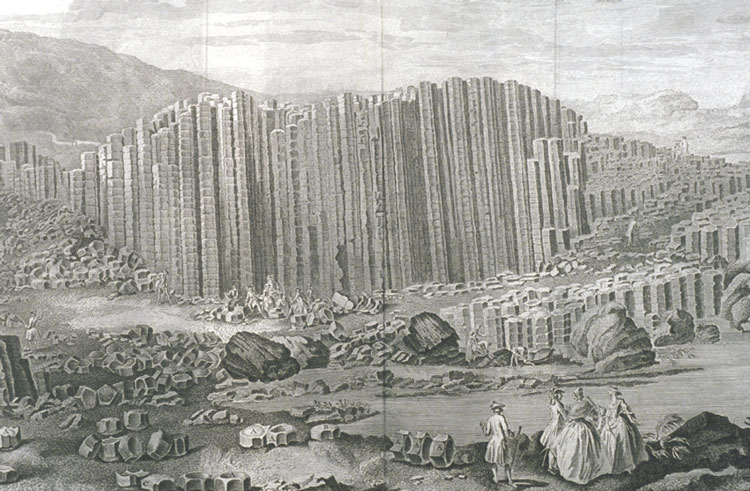
East Prospect, el gravat realitzat per Susanna Drury el 1743, que va donar fama internacional a la Calçada del Gegant.

Encara que coneguda per la població local, la Calçada del Gegant va romandre desconeguda per al gran públic fins al 1693, quan Sir Richard Bulkeley, membre del Trinity College de Dublín, va presentar un article sobre el lloc a la Royal Society de Londres.
La reputació del lloc es va fer internacional quan l'any 1739, una artista irlandesa, Susanna Drury, en va fer aquarel·les premiades per la Royal Society de Dublín i després es van distribuir en forma de gravats a partir de 1743.
El 1765, un article sobre la Calçada del Gegant s'insereix al volum 12 de l'enciclopèdia de Diderot i d'Alembert, il·lustrat amb gravats de Drury.
Els turistes van començar a afluir al segle xix, després de l'obertura d'una línia de tramvia entre Portrush i la Calçada dels Gegants.
A la dècada de 1960, el National Trust va comprar la zona i la va desenvolupar, destruint les antigues urbanitzacions comercials que havien distorsionat el lloc.
L'any 2000, un incendi va destruir el centre de visitants del lloc. El nou centre de visitants, dissenyat per Roisin Heneghan de Heneghan Peng Architects, es va inaugurar el juliol de 2012.

## Llegenda
La llegenda explica que el gegant Fionn mac Cumhaill (Finn McCool, en anglès) va construir la calçada per creuar cap a Escòcia i lluitar contra el seu homòleg escocès Benandonner. Una versió de la llegenda conta que Fionn mac Cumhaill es va adormir abans de creuar el pont. Com que no arribava, Benandonner, que era molt més gran que ell, va decidir venir a buscar-lo. Per tal de protegir Fionn, la seva dona Oonagh el va abrigar amb una manta mentre dormia i va fingir que es tractava del fill de Fionn. Ena variant de la llegenda diu que Fionn va fugir en veure l'enorme grandària de Benandonner i va demanar a la seva dona que el disfressés com si fos un nadó. En ambdues versions, quan Benandonner va descobrir la grandària del "nen", va imaginar-se que Fionn, el pare d'una criatura tan gran, havia de ser realment gegantesc, de manera que va fugir terriblement espantat, i va destruir la calçada perquè Fionn no pogués seguir-lo.
Una altra variació del conte diu que Oonagh va pintar una pedra per fer-la semblar un filet de carn i li va donar a Benandonner, mentre que al "nen" (Fionn) li donava un filet normal. Quan Benandonner va veure la facilitat amb què el nen es menjava el tall de carn, va arrencar a córrer, i destruí també la calçada.
La llegenda de la calçada es corrobora geològicament pel fet que existeixen formacions basàltiques similars (creades per la mateixa erupció volcànica) en un lloc anomenat la cova de Fingal a l'illa escocesa de Staffa.

## Estructures singulars
L'erosió atmosfèrica contínua durant uns quants milions d'anys ha fet que algunes estructures de la zona s'assemblin a objectes, com ara l'Arpa del Gegant, l'Orgue, la Bota del Gegant, les Xemeneies, la Cadira del Gegant i la Bresca, que es poden veure en les fotografies següents. També hi són els Ulls del Gegant, columnes erosionades rogenques creades pel desplaçament de penyals de basalt, així com els Escalons del Pastor, la Porta del Gegant i el Gep del Camell.

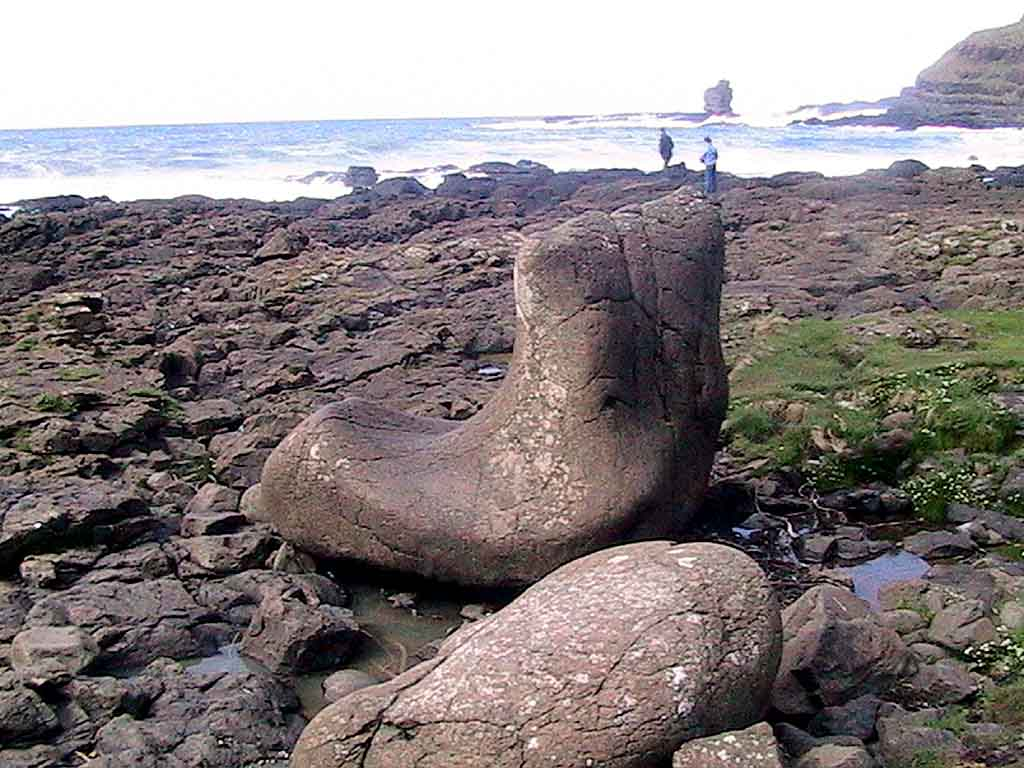
La Bota del Gegant
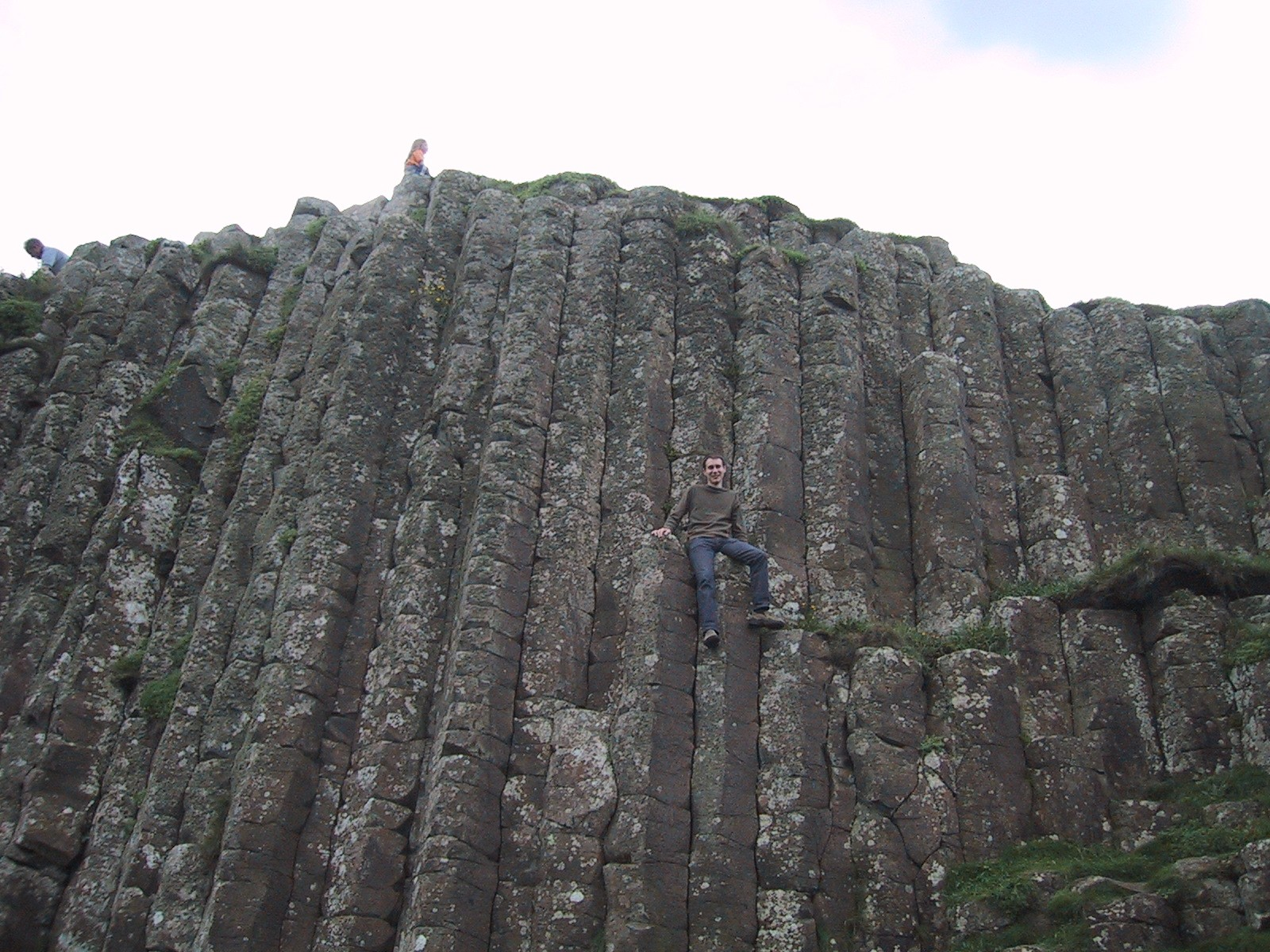
L'Orgue
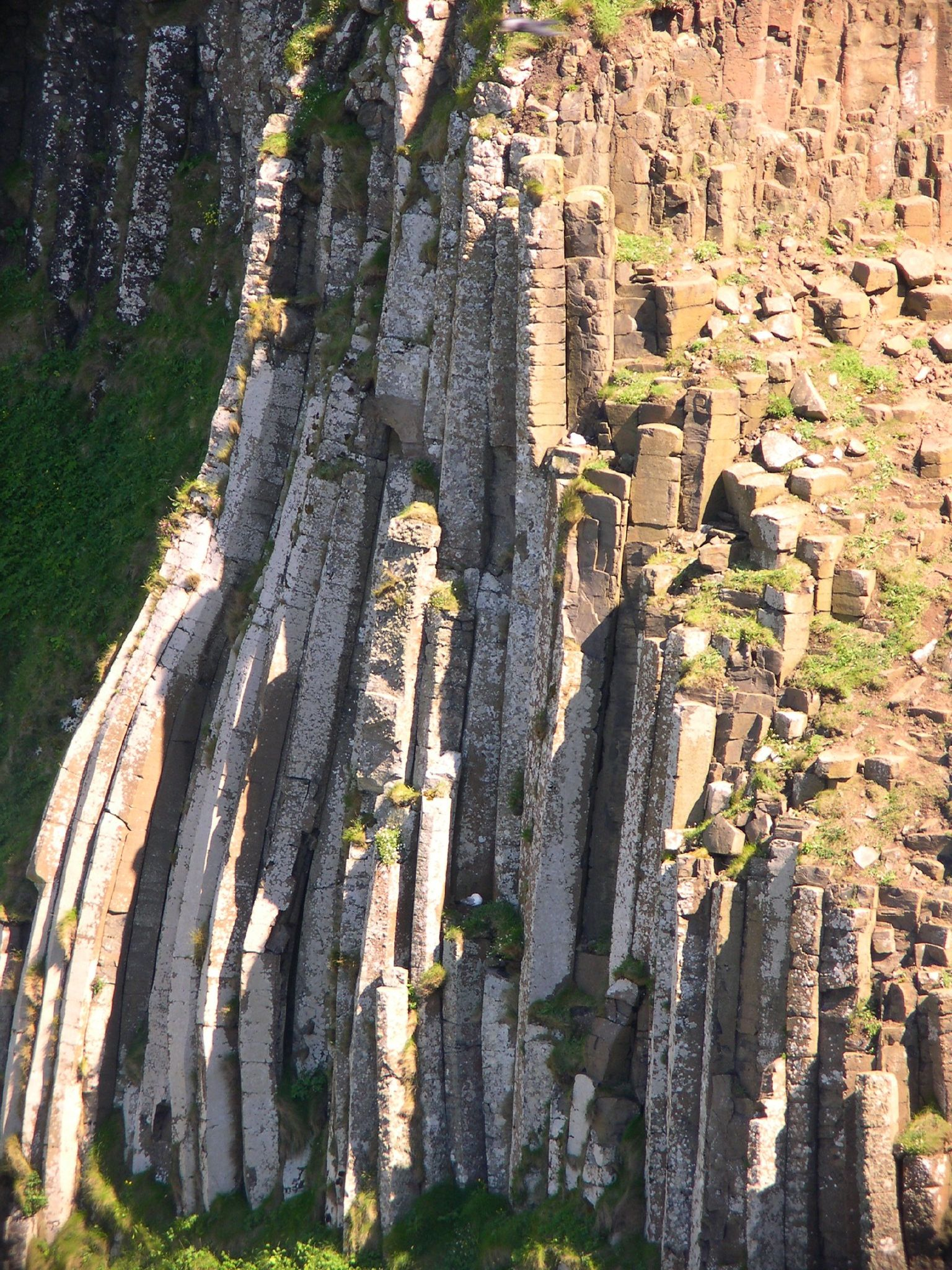
L'Arpa del Gegant
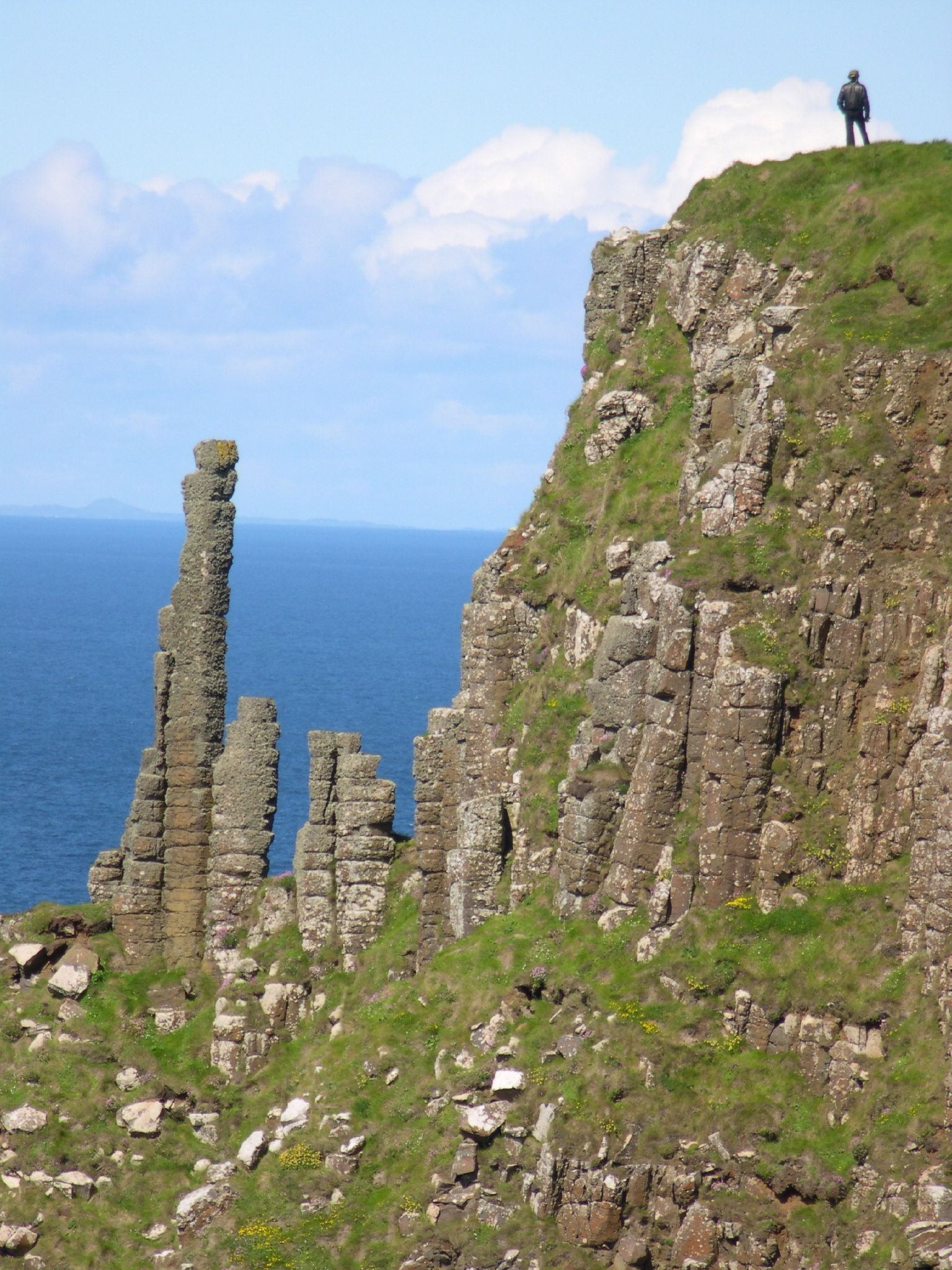
Les Xemeneies
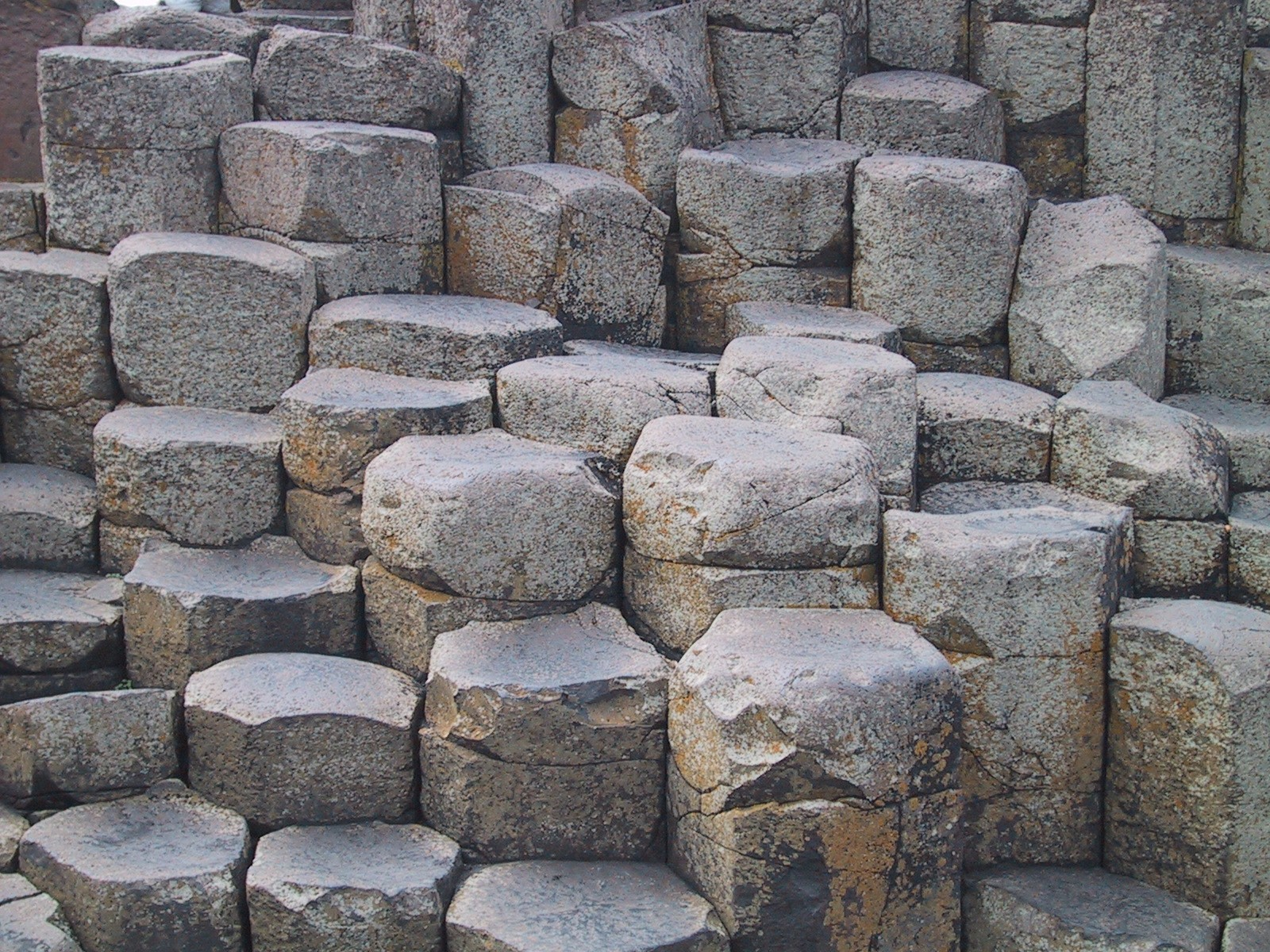
La Cadira del Gegant
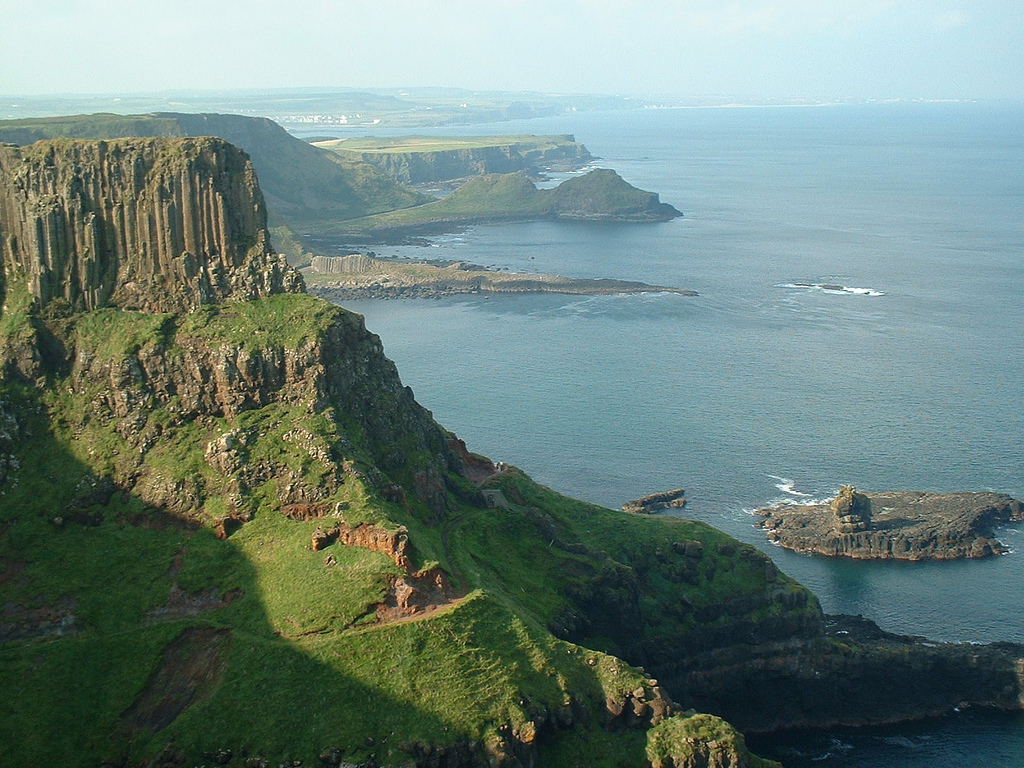
La costa de la Calçada
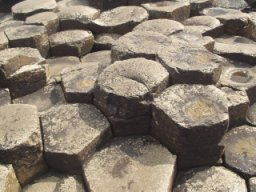
Part superior de les columnes basàltiques
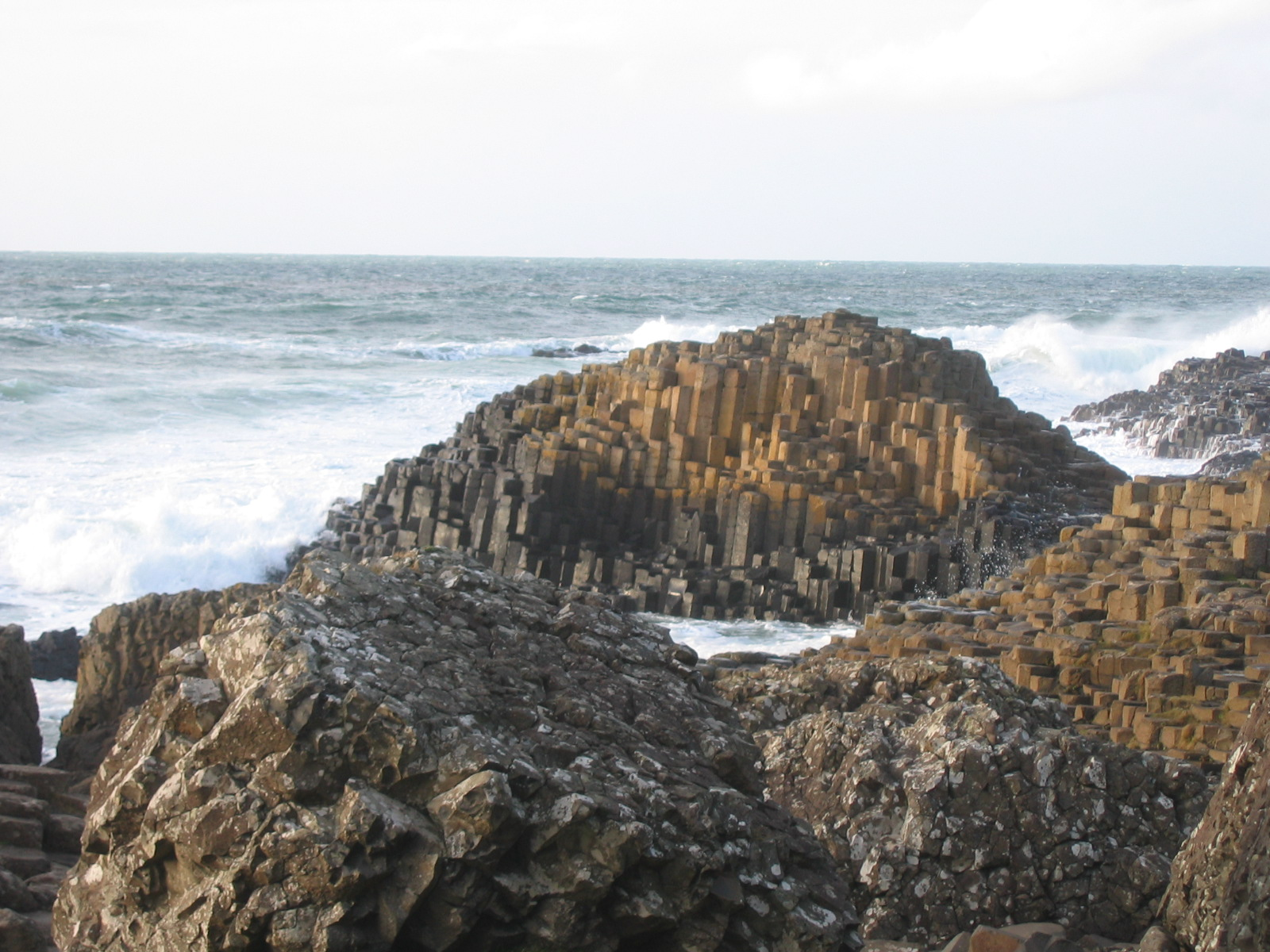
Una petita "illa" de columnes basàltiques
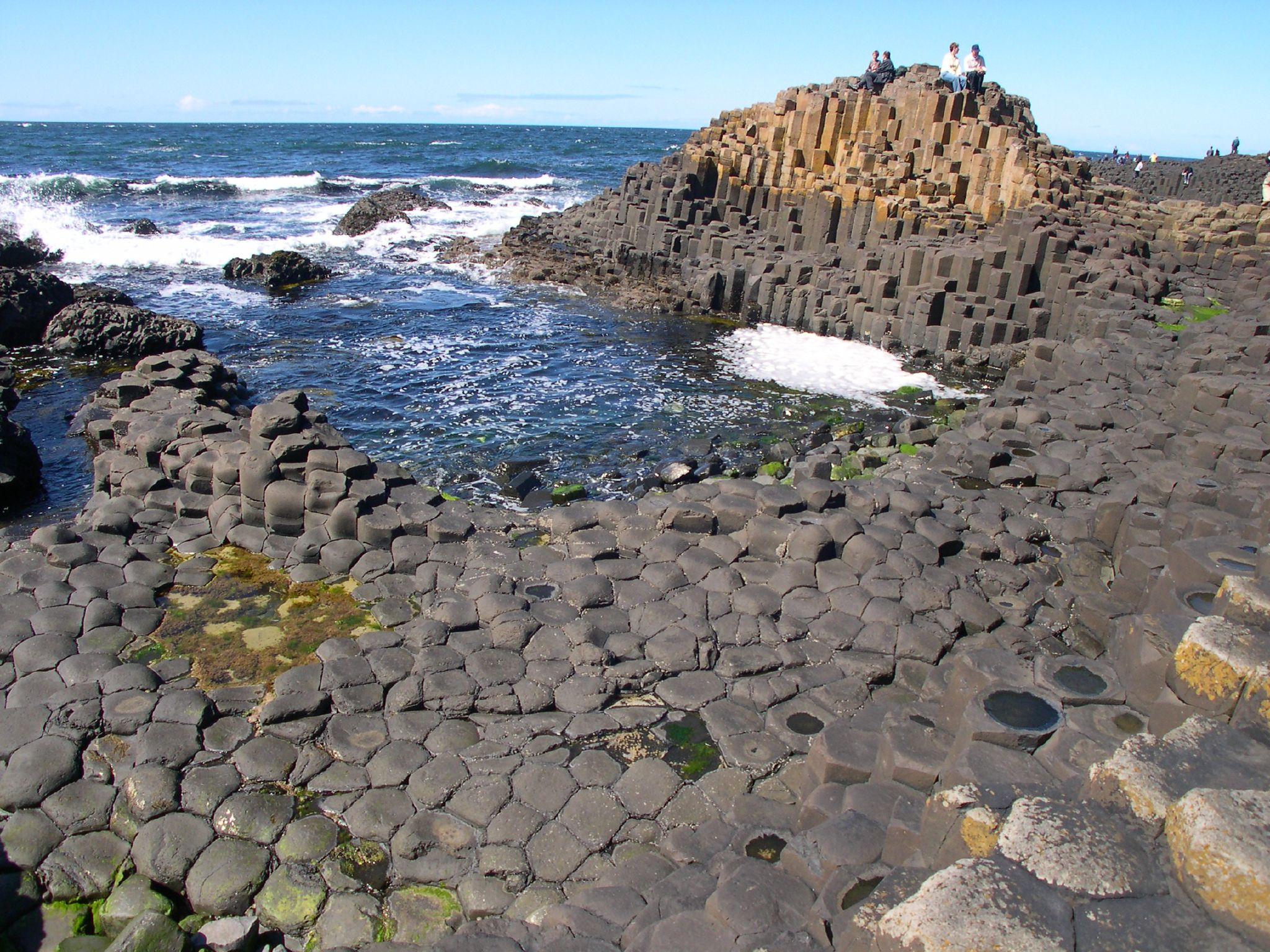
La Bresca
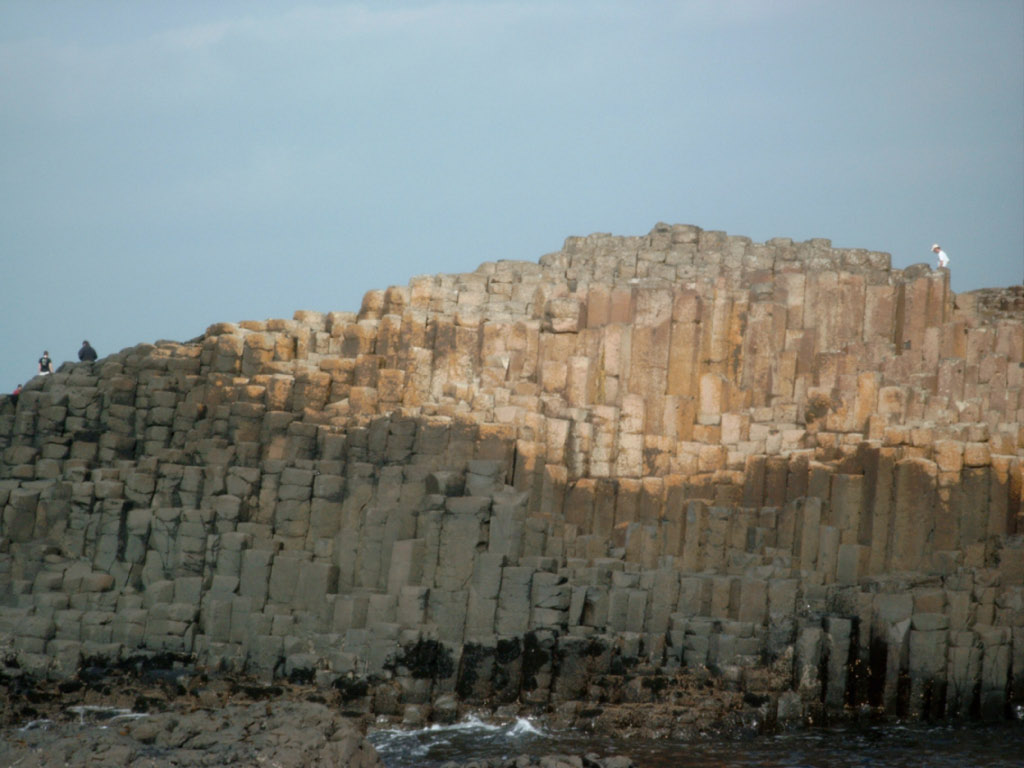
Vista lateral de les columnes basàltiques
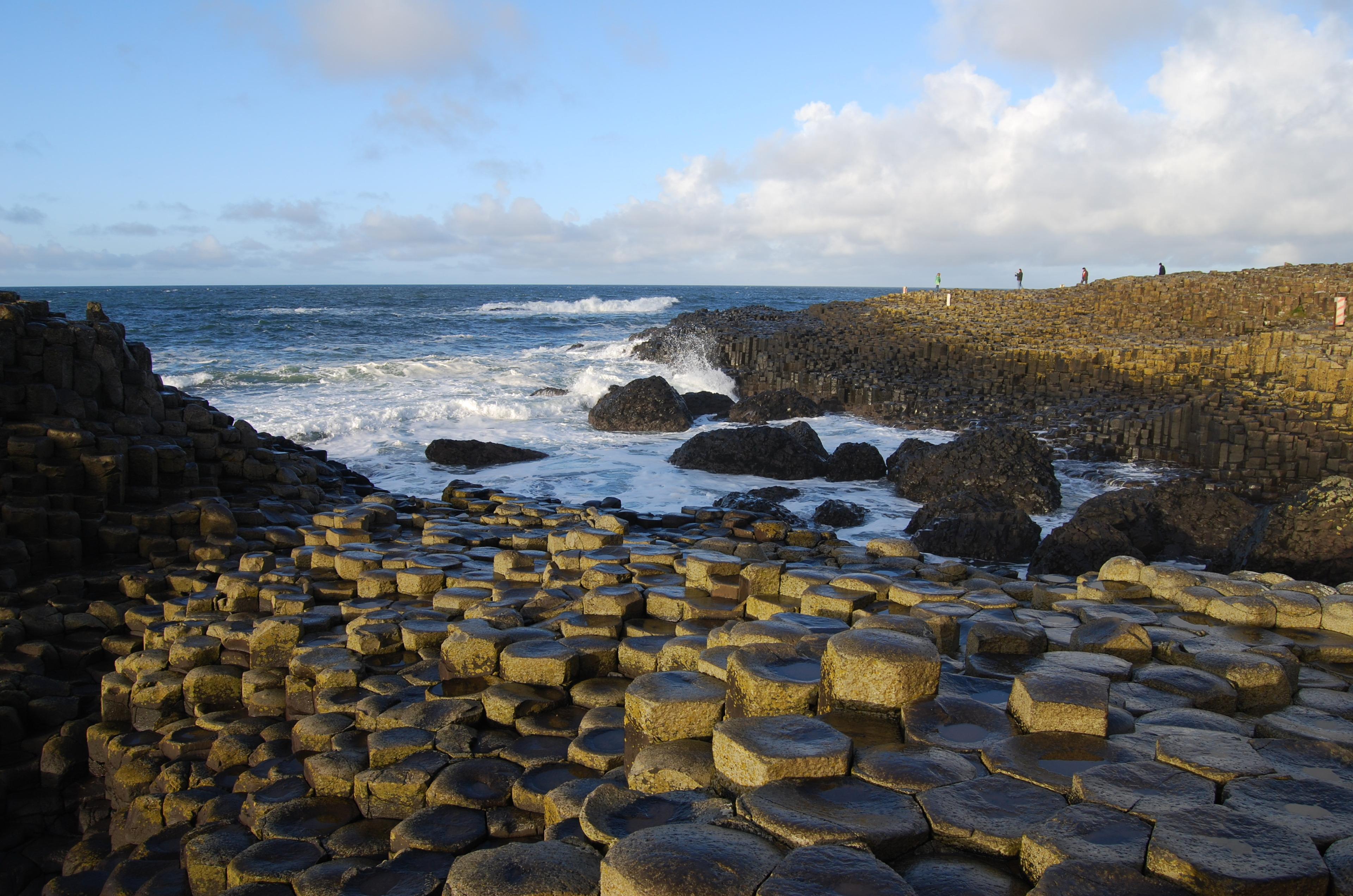
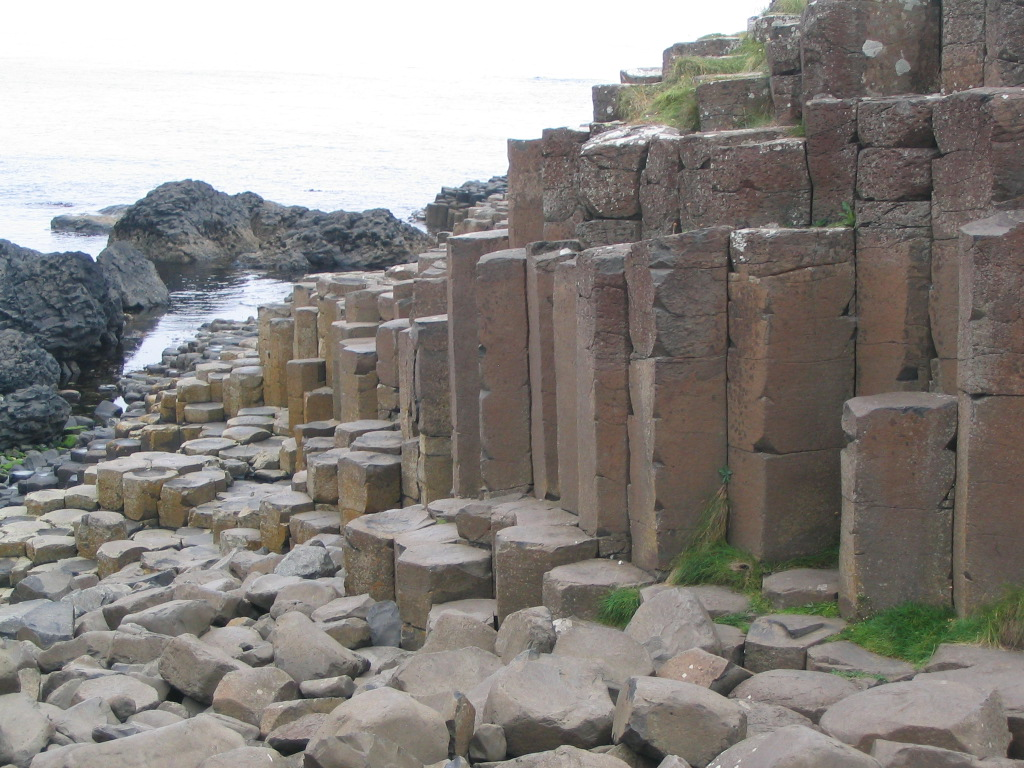
Detall de la Calçada del Gegant
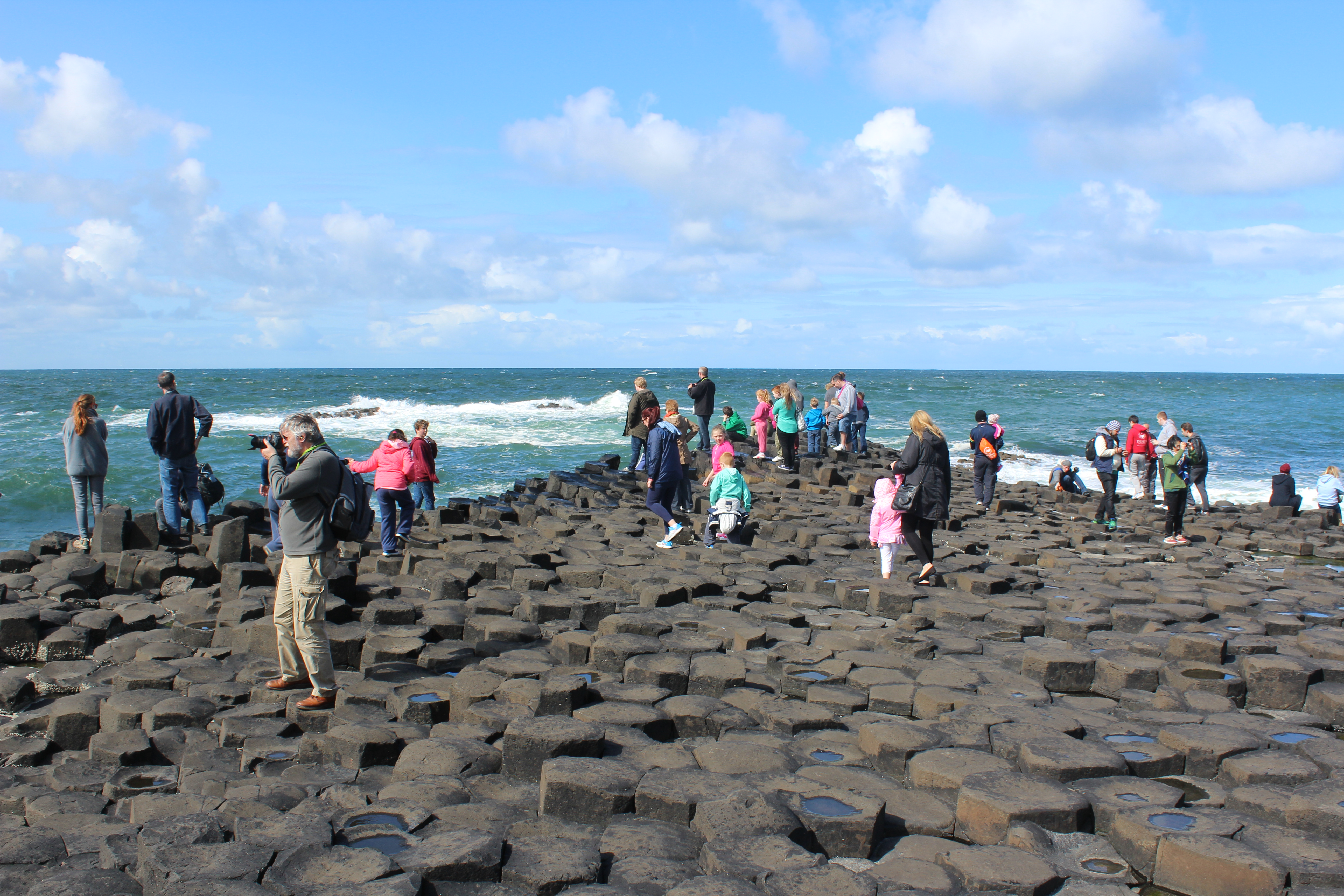
Mirant cap al nord cap a Escòcia

## Formacions similars arreu
Tot i que les columnes basàltiques de la Calçada del Gegant són impressionants, no són úniques. Les columnes de basalt són un tret volcànic comú, i es troben pertot amb diversos graus d'intensitat (el refredament més ràpid produeix columnes més petites). Uns altres llocs notables inclouen la cova de Fingal a Escòcia, la gorja de Garní a Armènia, els esculls de les Illes Ciclòpies, a Sicília, Devils Postpile National Monument a Califòrnia, Devils Tower National Monument a Wyoming, els prismes de basalt de Santa María Regla a Hidalgo -Mèxic-, la Formació Tubs d'Orgue al mont Cargill a Nova Zelanda, la formació gegant Rocha dos Bordões a Flores (Açores), el Gành Đá Đĩa a la província de Phú yên al Vietnam, i el cap Columnar (en rus: Mis Stolbchaty) a Kunaxir, la més meridional de les Illes Kurils a Rússia. A Catalunya es troba una representació d'aquest tipus de formació a la base de la colada basàltica que sosté el poble de Castellfollit de la Roca (Garrotxa).

## Turisme
El bisbe de Derry va visitar el lloc l'any 1692. L'existència de la calçada va ser anunciada al món en general l'any següent mitjançant la presentació d'un document a la Royal Society de Sir Richard Bulkeley, membre del Trinity College, Dublín. The Giant's Causeway va rebre atenció internacional quan l'artista dublinès Susanna Drury en va fer pintures a l'aquarel·la el 1739; van guanyar Drury el primer premi presentat per la Royal Dublin Society el 1740 i van ser gravats el 1743. El 1765, una entrada a la calçada va aparèixer al volum 12 de l'Encyclopédie francesa, que es va informar pels gravats de l'obra de Drury; el gravat de l'"East Prospect" va aparèixer en un volum de plaques de 1768 publicat per a l' Encyclopédie. A la llegenda de les plaques, el geòleg francès Nicolas Desmarest va suggerir, per primera vegada impresa, que aquestes estructures eren d'origen volcànic.
El lloc es va fer popular entre els turistes per primera vegada durant el segle xix, sobretot després de l'obertura del Tramvia de la Calçada del Gegant, i només després que el National Trust se'n va fer càrrec als anys 60 es van eliminar alguns dels vestigis del mercantilisme. Els visitants poden caminar per sobre de les columnes de basalt que es troben a la vora del mar, a mitja milla caminant de l'entrada del recinte.

### Centre de visitants
La calçada no va tenir un centre de visita permanent entre el 2000 i el 2012, ja que l'edifici anterior, construït el 1986, es va cremar l'any 2000. Tot i que l'any 2007, la ministra de Medi Ambient i membre del DUP, Arlene Foster, es va aprovar un desenvolupament amb finançament públic (però gestionat de manera privada), el finançament públic es va congelar a causa d'un conflicte d'interessos percebut entre el promotor privat proposat i el DUP. Finalment, el promotor privat va abandonar un desafiament legal al pla finançat amb fons públics, i el nou centre de visitants es va obrir oficialment el 2012. La construcció va ser finançada pel National Trust, el Patronat de Turisme d'Irlanda del Nord, el Fons de la Loteria del Patrimoni i donacions públiques. El nou centre de visitants ha obtingut crítiques contradictòries per part dels visitants de la calçada, pel seu preu, disseny, contingut i col·locació al llarg del descens de la calçada. L'any 2018, el centre de visitants va rebre 1.011.473 persones.
Hi va haver certa controvèrsia pel que fa al contingut d'algunes exposicions al centre de visitants, que fan referència a la visió creacionista de la Terra Jove sobre l'edat de la Terra. Si bé aquestes inclusions van ser acollides pel president del grup evangèlic d'Irlanda del Nord, la Fundació Caleb, el National Trust va declarar que les inclusions només formaven una petita part de l'exposició i que el Trust «admet totalment l'explicació científica de la creació de les pedres fa 60 milions d'anys». L'any 2012 hi va haver una campanya en línia per eliminar material creacionista, i després d'això, el Trust va fer una revisió i va concloure que s'havien de modificar per tenir l'explicació científica sobre l'origen de la calçada com a èmfasi principal. Les explicacions creacionistes encara s'esmenten, però es presenten com una creença tradicional d'algunes comunitats religioses més que com una explicació competitiva dels orígens de la calçada.